# Lista de bairros de Pinhais
A lista de bairros refere-se a atual subdivisão de Pinhais, Paraná, que totaliza em 15 bairros que se distribuem no território municipal de 61,137 quilômetros quadrados. A região oeste do município é, tecnicamente, mais urbanizada em relação à região leste, devido a que os bairros do lado oeste estão mais próximo à Curitiba e alguns fazem fronteira com a capital através do Rio Atuba. Enquanto alguns são mais urbanizados, outros procuram desenvolver atividades agrícolas e pecuárias porém que têm pouca utilidade no município. Vários dos quinze bairros são limitados graças ao Rio Palmital e Atuba, mas outros são delimitados graças à avenidas, estradas, rodovias e ferrovias. Oficialmente foram registrados 15 bairros, mas vários deles são divididos em vilas que são conhecidas até hoje. A maioria dos bairros são subdivididos não-oficialmente pela população como "vilas".

## Bairros e formações
| Bairros              | | |
| Nome                 | Descrição | Formação (vilas)                                                                                   |
| Alphaville Graciosa  | O bairro está localizado no norte de Pinhais e corresponde as coordenadas geográficas -25° 24' 2.00", -49° 9' 38.00". No município, é conhecido por abrigar uma série de condomínios fechados chamados AlphaVille Graciosa, que influenciaram na nomeação do bairro. Seu principal logradouro é a Estrada da Graciosa, que separa o bairro de Colombo (à norte). | "Jardim Boa Vista" "Jardim Marumbi"                                                                |
| Alto Tarumã          | Sua região que atende pelas coordenadas geográficas -25° 24' 41.00", -49° 10' 34.00" e localiza-se entre a Avenida Jacob Macanhan e o Rio Palmital (sentido oeste-leste) e entre a Caixa D'água Sanepar e Rua Pérola (sentido sul-norte). Sua principal via é a Avenida Jacob Macanhan. | "Conjunto Bonilauri"                                                                               |
| Atuba                | Suas coordenadas são -25° 23' 55.00", -49° 11' 18.00". Localiza-se entre a Rua Reinaldo Ribas e Estrada da Graciosa (sentido sul-norte) e Avenida Jacob Macanhan e Rio Atuba (sentido leste-oeste), limitando-se com Colombo e Curitiba. Seu nome origina-se pela proximidade ao Rio Atuba. Suas principais avenidas são a Maringá e Jacob Macanhan. | "Conjunto Áquila" "Conjunto Atuba" "Planta Claudio Mehl"                                           |
| Centro               | Não-oficialmente, é formado pelas vilas Pedro Demeterco, Progresso, Tarumã e Varginha, situando-se em uma região que atende pelas coordenadas -25° 26' 9.00", -49° 11' 12.00". Seu terreno é praticamente ondulado, que sofre inclinações do lado direito e esquerdo das Avenidas Camilo di Lellis e Jacob Macanhan. Seu processo de urbanização ocorreu muito rápido e avançou muito durante os dezessete anos de existência do município. Abriga seis principais logradouros da cidade: Rodovia Deputado João Leopoldo Jacomel, Avenida Camilo de Lellis, Avenida Jacob Macanhan, Avenida Maringá, Rua 24 de Maio e Avenida Ayrton Senna da Silva. | "Pedro Demeterco" "Progresso" "Tarumã" "Varginha"                                                  |
| Emiliano Perneta     | Atende pelas coordenadas -25° 25' 7.00", -49° 11' 30.00" e localiza-se entre os bairros Atuba (norte) e Estância Pinhais (sul) e Alto Tarumã, Jardim Cláudia e Pineville (leste) até o Rio Atuba (oeste), com Curitiba. O bairro abriga a Avenida Maringá, local repleto de empresas e fábricas que influenciam na economia do município. As avenida Maringá e Jacob Macanhan e a Rodovia Deputado João Leopoldo Jacomel possuem muita influência no bairro. | "Pedro Demeterco"                                                                                  |
| Estância Pinhais     | Localizado na região sudoeste de Pinhais, suas coordenadas geográficas são -25° 26' 16.00", -49° 11' 54.00". No município, o bairro é conhecido por abrigar a maioria dos edifícios do município. Situa-se entre a Rodovia Deputado João Leopoldo Jacomel e Avenida Ayrton Senna da Silva (sentido norte-sul) e Rua 24 de Maio até o Rio Atuba (sentido leste-oeste). A rua 24 de Maio, Avenida Ayrton Senna da Silva e Rodovia Deputado João Leopoldo Jacomel são de grande importância rodoviária e comercial no bairro. | "Tarumã"                                                                                           |
| Jardim Amélia        | É um dos bairros com maior território, localizado pelas coordenadas -25° 25' 19.00", -49° 9' 46.00". O relevo do bairro é majoritariamente inclinado, visto de vários pontos da cidade. Algumas ruas como Getúlio Vargas e Humberto de Alencar Castelo Branco são de grande importância por serem muito evoluídos comercialmente. | Rosi Galvão                                                                                        |
| Jardim Cláudia       | Geograficamente localizado na reigão norte de Pinhais, seu terreno corresponde às coordenadas -25° 24' 5.00", -49° 10' 43.00". Localiza-se entre o Rio Palmital e Avenida Jacob Macanhan (sentido leste-oeste) e entre a Estrada da Graciosa e Avenida Uirapuru (sentido norte-sul). É muito evoluido comercialmente, onde as lojas estendem-se majoritariamente pela Avenida Jacob Macanhan. | "Jardim Eliza" "Jardim Fênix" "Vila Governador" "Vila Irene Margarida" "Vila Sol Nascente" "Tebas" |
| Jardim Karla         | Localiza geograficamente na região central do município de Pinhais e corresponde as coordenadas -25° 25' 19.00", -49° 8' 43.00". Localiza-se entre o Rio do Meio até a Rua Azaléia (sentido leste-oeste) e entre a Rua Pau Marfim até a Ferrovia Curitiba-Paranaguá (sentido norte-sul). Assim como o bairro Jardim Amélia, o território do Jardim Karla sofre inclinações que oscilam de 890 à 930 metros de altura. | "Capoeira Grande" "Chácara Esperança" "Pio XII" "Rosi Galvão"                                      |
| Maria Antonieta      | Localizado na região sudeste, o bairro atende pelas coordenadas geográficas -25° 26' 32.00", -49° 9' 44.00". Localiza-se entre o Rio Palmital e as ruas Lázaro Moreira e Antonio Gelinski (sentido oeste-leste) e entre a Ferrovia Curitiba-Paranaguá até o Rio Iraí. Através do Rio Iraí, limita-se com o município de Piraquara (à sul). | —                                                                                                  |
| Parque das Águas     | É confundido como se fosse um bairro de Piraquara. Seu nome deriva da grande quantia de cavas e alguns rios. Corresponde as coordenadas -25° 26' 26.00", -49° 8' 13.00". Situa-se entre a Ferrovia Curitiba-Paranaguá e Rio Iraí (sentido norte-sul) e entre a Estrada Ecológica de Pinhais até o Rio Iraí também (sentido oeste-leste). No bairro existem poucas casas, pois os terrenos predominantes são fazendas e chácaras. | —                                                                                                  |
| Parque das Nascentes | É o maior bairro de Pinhais. A maior parte territorial encontra-se na Área de Proteção Ambiental do Rio Iraí, onde surge este Rio. Corresponde as coordenadas geográficas -25° 24' 48.00", -49° 7' 55.00". Grande parte de suas habitações são formadas por fazendas que exercem atividades agropecuárias, porém que têm pouca utilidade em Pinhais. | "Conjunto Graciosa" "Granja do Canguiri" "Jardim Paraná II"                                        |
| Pineville            | Localizado na região centro-oeste do município, o bairro atende pelas coordenadas -25° 25' 45.00", -49° 10' 34.00". Localiza-se entre o Rio Palmital e a Avenida Jacob Macanhan, Rua Etiópia e Rua Cairo (sentido leste-oeste) e entre as proximidades da Caixa D'água Sanepar até a Rua Salgado Filho e Avenida Ayrton Senna da Silva (sentido norte-sul). O bairro possui uma infraestrutura comercial que concentra-se na Rodovia Deputado João Leopoldo Jacomel. | "Esplanada" "Palmital" "Vale da Boa Esperança"                                                     |
| Vargem Grande        | Sua área territorial corresponde as coordenadas -25° 26' 47.00", -49° 10' 37.00". Localiza-se na região sudeste da cidade e situa-se entre a Avenida Iraí e a Avenida Ayrton Senna da Silva (sentido sul-norte) e entre o Rio Palmital com o encontro das duas avenidas citadas (sentido leste-oeste). Seu poder comercial é um dos mais fortalecidos da cidade, onde vários tipos de lojas concentram-se na Avenida Iraí. | "Núcleo Colonial de Pinhais"                                                                       |
| Weissópolis          | Localizado no extremo sul de Pinhais, faz fronteira com Curitiba (através do Rio Atuba) e com Piraquara e São José dos Pinhais (através do Rio Iraí). As coordenadas -25° 27' 26.00", -49° 11' 8.00" apontam para o centro do bairro. Está entre o Rio Atuba (oeste), Rio Iraí (leste) e Avenida Iraí (norte). | —                                                                                                  |